# جیسون فتیق
جیسون فتیق (به انگلیسی: Jason Fettig) یک افسر نظامی ایالات متحده، مشاور موسیقی رئیس‌جمهور ایالات متحده و بیست و هشتمین مدیرِ گروه دریایی ایالات متحده"The President's Own" است. فتیق متولد شهر منچستر ایالت نیوهمپشایر و تحصیل کردهٔ دانشگاه‌های ماساچوست آمهرست و مرینلند است. وی پس از چند سال خدمت به عنوان دستیار مدیر ارکستر، فرماندهی ارکستر دریایی ایالات متحده را در سال ۲۰۱۴ به عهده گرفت. از سال ۲۰۱۹ وی دارای درجه سرهنگی است.

## سنین جوانی و تحصیلات

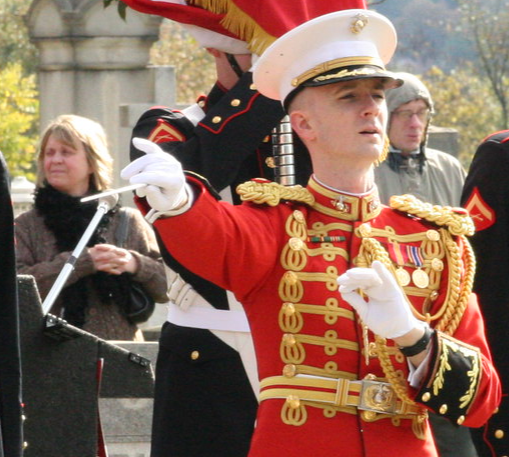
جیسون فتیق

جیسون فتیق در شهر منچستر ایالت نیوهمپشایر آمریکا به دنیا آمد. او نواختن کلارینت را از سن ۸ سالگی شروع کرد. و از دبیرستان مرکزی منچستر فارغ‌التحصیل شد جایی که طبل زن بزرگ گروه راهپیمایی دبیرستان مرکزی منچستر بود. وی تحصیلات کارشناسی خود را در دانشگاه ماساچوست آمهرست به پایان رساند همچنین تحصیلات موسیقی خود را نیز در آنجا فرا گرفت.

## افتخارات
فتیق ۲۰۰۰ اُمین برنده مسابقه بین‌المللی انجمن هنرمندان جوان کلارینت است.
در سال ۲۰۱۴ عضو انجمن رهبران ارکستر آمریکا شد که بالاترین افتخار ممکن برای اعضاء دسته‌های موسیقی آمریکایی است.